# Сметанина (река)
Сметанина — река в России, течёт по территории Красноборского района Архангельской области. Впадает в безымянную реку между озёрами Вилово и Лебяжье. Ранее устье Сметаниной находилось в 12 км по левому берегу протоки Дохлый Полой, а длина реки была 14 км. Ныне длина реки, согласно измерениям по Публичной кадастровой карте, составляет 8,5 км.

## Данные водного реестра
По данным государственного водного реестра России относится к Двинско-Печорскому бассейновому округу, водохозяйственный участок реки — Северная Двина от впадения реки Вычегда до впадения реки Вага, речной подбассейн реки — Северная Двина ниже места слияния Вычегды и Малой Северной Двины. Речной бассейн реки — Северная Двина.
Код объекта в государственном водном реестре — 03020300112103000026503.